# Čavyně
Čavyně je místní část města Vodňany v okrese Strakonice v Jihočeském kraji. Má charakter osady s 23 domy umístěné jihovýchodně pod mírným vrchem, nad plochou údolní nivou. Od města Vodňany je vzdálena necelé tři kilometry severovýchodním směrem.
V okolí se dříve těžila rula. Na Čavyňském vrchu (416 metrů) nad vsí bývala motokrosová dráha. V současnosti se zde, s určitou kontroverzí, těží kvalitní štěrkopísek na několika hektarech jižním směrem od osady. Těžba se možná rozroste až na padesát hektarů.[zdroj?]

## Historie
První písemná zmínka o vesnici pochází z roku 1335.

## Obyvatelstvo
| Rok            | 1869 | 1880 | 1890 | 1900 | 1910 | 1921 | 1930 | 1950 | 1961 | 1970 | 1980 | 1991 | 2001 | 2011 | 2021 |
| -------------- | ---- | ---- | ---- | ---- | ---- | ---- | ---- | ---- | ---- | ---- | ---- | ---- | ---- | ---- | ---- |
| Počet obyvatel | 86   | 116  | 103  | 116  | 115  | 100  | 85   | 64   | 73   | 68   | 67   | 24   | 27   | 37   | 41   |
| Počet domů     | 13   | 13   | 13   | 14   | 16   | 16   | 18   | 19   | 19   | 19   | 16   | 17   | 18   | 20   | 22   |

## Obecní správa
Při sčítání lidu v letech 1850–1920 Čavyně byla osadou obce Číčenice v okrese Písek. V letech 1921–1959 byla samostatnou obcí, se kterým patřila nejprve do okresu Písek, ale v roce 1950 v okrese Vodňany. Od roku 1960 je částí města Vodňany v okrese Strakonice.

## Pamětihodnosti
- kaple svatého Jana Nepomuckého